# Beulah Bondi
Beulah Bondi, född 3 maj 1889 i Chicago i Illinois, död 11 januari 1981 i Los Angeles i Kalifornien, var en amerikansk skådespelare. 
Bondi debuterade på Broadway 1925, och medverkade sedan i ett antal uppsättningar där fram till 1953. Filmdebuten skedde 1931 och hon medverkade totalt i över 80 filmer och tv-produktioner. Hon blev Oscarsnominerad två gånger, båda i kategorin "bästa kvinnliga biroll" för filmerna I moralens namn (1936) och Of Human Hearts (1938). 
Beulah Bondi gjorde även viktiga biroller i Frank Capras filmer Mr Smith i Washington (1939) och Livet är underbart (1946). I båda filmer spelade hon mor till James Stewarts karaktärer.
Beulah Bondi har en stjärna för sitt arbete inom film på Hollywood Walk of Fame vid adressen 1718 Vine Street.

## Filmografi i urval
- 1936 – I moralens namn
- 1937 – Skymning
- 1938 – Mellan två valser
- 1938 – Hans hemliga fru
- 1938 – Of Human Hearts
- 1939 – Mr Smith i Washington
- 1940 – En kväll att minnas

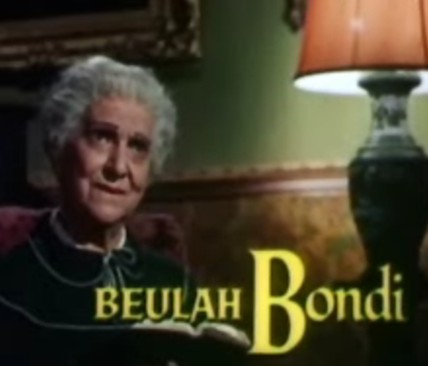
Beulah Bondi i trailern till Kvinna utan samvete 1957.

- 1941 – Första gången jag såg dej...
- 1941 – Skogarnas dotter
- 1941 – En bit av himlen
- 1943 – En dag skall komma
- 1944 – Redo för morgondagen
- 1945 – Sydstataren
- 1946 – Livet är underbart
- 1948 – Ormgropen
- 1948 – Livat på vischan
- 1949 – Skräcknätter i Paris
- 1950 – The Baron of Arizona
- 1952 – Revolt i Texas
- 1953 – Romans i Rio
- 1954 – Kattens spår
- 1955 – Alfred Hitchcock presenterar (TV-serie)
- 1962 – Bröderna Grimms underbara värld
- 1963 – Perry Mason (TV-serie)
- 1974 – Familjen Walton (TV-serie)